# Нельсон, Энн
Энн Элизабет Нельсон (англ. Ann Elizabeth Nelson; 29 апреля 1958, Батон-Руж — 4 августа 2019) — американский физик-теоретик, известная работами по физике элементарных частиц.

## Биография
Родилась в городе Батон-Руж (Луизиана), старшая из трёх дочерей Говарда Нельсона (вице-президента компании Kaiser Aluminum) и Дороти Энн Нельсон (сотрудница Музея де Янга в Сан-Франциско). Получила степень бакалавра в Стэнфордском университете в 1980 году и докторскую степень в Гарвардском университете в 1984 году (научный руководитель — Говард Джорджи). Работала постдоком в Гарварде (1984—1987), доцентом (assistant professor) в Стэнфорде (1987—1991) и Калифорнийском университете в Сан-Диего (1989—1993). С 1994 года трудилась в Вашингтонском университете в Сиэтле: сначала в должности доцента (associate professor), а с 1999 года — профессора физики.
Занимала активную позицию по различным общественным вопросам: выступала за привлечение большего количества женщин в физику, в 1980-е годы выступала против инвестиций в экономику ЮАР, в 2017 году читала лекции в Палестине.
С 1987 года была замужем за физиком Дэвидом Капланом, с которым вместе училась в Стэнфорде. У них было двое детей.
Увлекалась альпинизмом. Погибла во время подъёма на одну из вершин Каскадных гор (штат Вашингтон), сорвавшись в расселину в леднике.

## Научная деятельность
В 1984 независимо от Стивена Барра предложила способ решения сильной CP-проблемы, объясняющий сохранение CP-симметрии в сильном взаимодействии и известный как механизм Нельсон — Барра. Этот механизм может объяснить природу асимметрии между материей и антиматерией в нашей Вселенной.
Исследовала проблему нарушения суперсимметрии, развивала модели «маленького бозона Хиггса», выдвинула теорию «акселеронов» для объяснения природы тёмной энергии.

## Награды и членства
- Член Американского физического общества (1998)
- Стипендия Гуггенхайма (2004)
- Член Американской академии искусств и наук (2011)
- Член Национальной академии наук США (2012)
- Премия Сакураи (2018)

## Избранные публикации
- Nelson A. Naturally weak CP violation // Physics Letters B. — 1984. — Vol. 136, № 5-6. — P. 387-391. — doi:10.1016/0370-2693(84)92025-2.
- Kaplan D.B., Nelson A.E. Strange goings on in dense nucleonic matter // Physics Letters B. — 1986. — Vol. 175, № 1. — P. 57-63. — doi:10.1016/0370-2693(86)90331-X.
- Nelson A.E., Kaplan D.B. Strange condensate realignment in relativistic heavy ion collisions // Physics Letters B. — 1987. — Vol. 192, № 1-2. — P. 193-197. — doi:10.1016/0370-2693(87)91166-X.
- Dine M., Nelson A.E. Dynamical supersymmetry breaking at low energies // Physical Review D. — 1993. — Vol. 48, № 3. — P. 1277-1287. — doi:10.1103/PhysRevD.48.1277.
- Cohen A.G., Kaplan D.B., Nelson A.E. Progress in Electroweak Baryogenesis // Annual Review of Nuclear and Particle Science. — 1993. — Vol. 43. — P. 23-70. — doi:10.1146/annurev.ns.43.120193.000331.
- Dine M., Nelson A.E., Nir Y., Shirman Yu. New tools for low energy dynamical supersymmetry breaking // Physical Review D. — 1996. — Vol. 53, № 5. — P. 2658-2669. — doi:10.1103/PhysRevD.53.2658.
- Cohen A.G., Kaplan D.B., Nelson A.E. The more Minimal Supersymmetric Standard Model // Physics Letters B. — 1996. — Vol. 388, № 3. — P. 588-598. — doi:10.1016/S0370-2693(96)01183-5.
- Cohen A.G., Kaplan D.B., Nelson A.E. Effective Field Theory, Black Holes, and the Cosmological Constant // Physical Review Letters. — 1999. — Vol. 82, № 25. — P. 4971-4974. — doi:10.1103/PhysRevLett.82.4971.
- Chacko Z., Luty M.A., Nelson A.E., Pontón E. Gaugino mediated supersymmetry breaking // Journal of High Energy Physics. — 2000. — Vol. 2000. — P. JHEP01(2000)003. — doi:10.1088/1126-6708/2000/01/003.
- Arkani-Hamed N., Cohen A.G., Katz E., Nelson A.E. The Littlest Higgs // Journal of High Energy Physics. — 2002. — Vol. 2002. — P. JHEP07. — doi:10.1088/1126-6708/2002/07/034.
- Adelberger E.G., Heckel B.R., Nelson A.E. Tests of the Gravitational Inverse-Square Law // Annual Review of Nuclear and Particle Science. — 2003. — Vol. 53. — P. 77-121. — doi:10.1146/annurev.nucl.53.041002.110503.
- Fardon R., Nelson A.E., Weiner N. Dark energy from mass varying neutrinos // Journal of Cosmology and Astroparticle Physics. — 2004. — Vol. 2004. — P. JCAP10(2004)005. — doi:10.1088/1475-7516/2004/10/005.